# Hypotrachyna palmarum
Hypotrachyna palmarum är en lavart som först beskrevs av Lynge, och fick sitt nu gällande namn av Hale. Hypotrachyna palmarum ingår i släktet Hypotrachyna och familjen Parmeliaceae.   Inga underarter finns listade i Catalogue of Life.